# نيكولاي نغريلا
نيكولاي نغريلا (بالرومانية: Nicolae Negrilă)‏ ، من مواليد 23 يوليو 1954 ، لاعب كرة قدم روماني سابق.
لعب مع منتخب رومانيا لكرة القدم.

## مسيرته الكروية
لعب نيكولاي نغريلا خلال مسيرته الاحترافية مع ناديين في ستة عشر موسمًا وسجل خلالها 15 هدفًا ضمن 376 مباراة. حيث فاز في أربعة مواسم بالكأس وفي ثلاثة مواسم بالدوري.
خاض نيكولاي نغريلا مسيرته مع نادي يونيفرسيتاتيا كرايوفا في موسم 1973–74 ليلعب معه خمسة عشر موسمًا، مشاركًا في 352 مباراة سجل خلالها 15 هدفًا. ثم انتقل إلى نادي يول بيتروشاني ‏ في موسم 1988–89 لمدة موسم واحد، حيث شارك في 24 مباراة ولم يسجل أي هدف.

## روابط خارجية
- نيكولاي نغريلا على موقع الاتحاد الدولي (مؤرشف)  (الإنجليزية)
- نيكولاي نغريلا على موقع قاعدة بيانات كرة القدم.إي يو (الإنجليزية)
- نيكولاي نغريلا على موقع ناشيونال فوتبول تيمز (الإنجليزية)
- نيكولاي نغريلا على موقع Soccerway.com (الإنجليزية)
- نيكولاي نغريلا على موقع عالم كرة القدم.نت (الإنجليزية)